# Карл Валері
Карл Валері (англ. Carl Valeri, 14 серпня 1984, Канберра) — австралійський футболіст, півзахисник «Сассуоло» та збірної Австралії.

## Біографія

### Клубна
У 18 років Валері підписав контракт з міланським «Інтером», однак у цьому клубі не зіграв жодного матчу. Після оренди в клуб СПАЛ п'ять років виступав за «Гроссето». У січні 2010 року за 250 тисяч євро його контракт викупив «Сассуоло».

### Збірна
Виступав за збірні до 17, до 20 та до 23 років, а 24 березня 2007 року дебютував у національній збірній в матчі проти збірної Китаю. 

## Досягнення
- Переможець Юнацького чемпіонату ОФК: 2001
- Переможець Молодіжного чемпіонату ОФК: 2002
- Фіналіст Кубка Азії: 2011